# Spikkelschijfje
Spikkelschijfje (Ascobolus) is een geslacht van schimmels dat behoort tot de familie Ascobolaceae van de ascomyceten. Tot het geslacht behoren 99 soorten, waarvan de meeste op uitwerpselen groeien. Het geslacht is in 1796 beschreven door Christian Hendrik Persoon.
De gesegmenteerde schimmeldraden zijn vertakt. De compartimenten van het mycelium bestaan uit meer cellen met kernen maar zonder celwanden (coenocytisch). In elk compartiment kunnen tien of meer kernen voorkomen, maar het eindcompartiment heeft meestal minder kernen. Het mycelium is zeer bleek tot bijna wit. De tussenwanden van de schimmeldraden zijn ringvormig met een centrale opening. Bij een opening liggen een tot vijf kleine, ronde, lichtbrekende lichaampjes, de zogenoemde Woronin-lichaampjes, die bij breuk voorkomen dat het protoplasma van de aanliggende compartimenten wegstroomt.
Oidia zijn waargenomen bij A. furfuraceus, A. denudatus en A. crenulatus. Oidia zijn sporen, die ontstaan doordat de schimmeldraad bij de tussenwanden van de compartimenten in stukken breekt. Bij A. carbonarius zijn kleine conidia op vertakte schimmeldraden gevonden.
Het ascocarp is meestal een apothecium. Het apothetium bij de soorten A. lignatilis (gesteeld spikkelschijfje), A. constantinii en A. michaudii staat op een steel. Bij de soorten A. crenulatus, A. epimyces, A. lineolatus, A. singeri en A. foliicola is de steel soms zeer kort en lijkt dan meer op een versmalde basis.
Soorten uit het geslacht Spikkelschijfje schieten de ascosporen met een slijmlaag in de turbulente luchtzone boven de bodem weg met behulp van een sporenkanon. De 'loop' van het sporenkanon, het sporenzakje, wordt met behulp van een lenzensysteem door de lichtinval gericht. In de laatste fase van de rijping van het sporenzakje neemt deze via osmose veel water op, zwelt daardoor op en rekt de elastische wand van het sporenzakje soms sterk uit.
|  |  |  |

## Soorten
Volgens Index Fungorum telt het geslacht 99 soorten (peildatum maart 2023):
| Soortnaam                                              | Auteur(s)                       | Publicatiejaar |
| ------------------------------------------------------ | ------------------------------- | -------------- |
| Ascobolus albidus (Bleek spikkelschijfje)              | P. Crouan & H. Crouan           | 1858           |
| Ascobolus albinus                                      | Seaver                          | 1916           |
| Ascobolus americanus                                   | (Cooke & Ellis) Seaver          | 1928           |
| Ascobolus asininus                                     | Cooke & Massee                  | 1893           |
| Ascobolus bahiensis                                    | Dokm. & Ranalli                 | 1995           |
| Ascobolus barbatus                                     | Massee & Crossl.                | 1894           |
| Ascobolus behnitziensis (Groot spikkelschijfje)        | Kirschst.                       | 1906           |
| Ascobolus biguttulatus                                 | Ranalli & Gamundí               | 1975           |
| Ascobolus bistisii                                     | Gamundí & Ranalli               | 1966           |
| Ascobolus bohemicus                                    | Klika                           | 1922           |
| Ascobolus bonaerensis                                  | Dokm., Giménez, Cinto & Ranalli | 2004           |
| Ascobolus brantophilus (Ganzenmestspikkelschijfje)     | Dissing                         | 1989           |
| Ascobolus brassicae (Rondsporig spikkelschijfje)       | P. Crouan & H. Crouan           | 1857           |
| Ascobolus brunneus                                     | Cooke                           | 1867           |
| Ascobolus cainii                                       | Brumm.                          | 1967           |
| Ascobolus calesco                                      | A.E. Bell & Mahoney             | 2007           |
| Ascobolus campanensis                                  | Dokm., Giménez, Cinto & Ranalli | 2004           |
| Ascobolus carbonarius (Brandplekspikkelschijfje)       | P. Karst.                       | 1870           |
| Ascobolus carletonii                                   | Boud.                           | 1913           |
| Ascobolus castaneus                                    | Teng                            | 1940           |
| Ascobolus castorensis                                  | Aas                             | 1977           |
| Ascobolus cervinus                                     | Berk. & Broome                  | 1876           |
| Ascobolus crenulatus (Olijfgeel spikkelschijfje)       | P. Karst.                       | 1868           |
| Ascobolus crosslandii                                  | Boud.                           | 1898           |
| Ascobolus cuniculorum                                  | Bat. & Pontual                  | 1948           |
| Ascobolus dadei                                        | A.E. Bell & Mahoney             | 2005           |
| Ascobolus degluptus (Bolrond spikkelschijfje)          | Brumm.                          | 1967           |
| Ascobolus demangei (Zwartwordend spikkelschijfje)      | Pat.                            | 1913           |
| Ascobolus densereticulatus                             | J. Moravec                      | 1970           |
| Ascobolus denudatus (Glad spikkelschijfje)             | Fr.                             | 1822           |
| Ascobolus doliiformis                                  | Kobayasi                        | 1967           |
| Ascobolus egyptiacus                                   | Mouch.                          | 1977           |
| Ascobolus elegans (Elegant spikkelschijfje)            | J. Klein                        | 1870           |
| Ascobolus epimyces (Tonvormig spikkelschijfje)         | (Cooke) Seaver                  | 1928           |
| Ascobolus ferrugineus                                  | Ranalli & Forch.                | 1979           |
| Ascobolus foliicola (Bladspikkelschijfje)              | Berk. & Broome                  | 1873           |
| Ascobolus furfuraceus                                  | Pers.                           | 1794           |
| Ascobolus fushanus                                     | Yei Z. Wang & Brumm.            | 1997           |
| Ascobolus gamundiae                                    | Dokm. & Ranalli                 | 1995           |
| Ascobolus geophilus (Kleispikkelschijfje)              | Seaver                          | 1916           |
| Ascobolus globularis                                   | Rolland                         | 1888           |
| Ascobolus gollanii                                     | Henn.                           | 1901           |
| Ascobolus gomayaprya                                   | M. Niranjan & V.V. Sarma        | 2018           |
| Ascobolus grandis                                      | Velen.                          | 1934           |
| Ascobolus grandisporus                                 | S. Tello & Delpont              | 2017           |
| Ascobolus groenlandicus                                | Dissing                         | 1989           |
| Ascobolus hansenii                                     | M.D. Paulsen & Dissing          | 1980           |
| Ascobolus hawaiiensis (Grootsporig spikkelschijfje)    | Brumm.                          | 1967           |
| Ascobolus immersus (Slijmspoorspikkelschijfje)         | Pers.                           | 1794           |
| Ascobolus indicus                                      | Sanwal                          | 1953           |
| Ascobolus latus                                        | Penz. & Sacc.                   | 1902           |
| Ascobolus leporinus                                    | Velen.                          | 1939           |
| Ascobolus leveillei                                    | P. Crouan & H. Crouan           | 1867           |
| Ascobolus lignatilis (Gesteeld spikkelschijfje)        | Alb. & Schwein.                 | 1805           |
| Ascobolus lineolatus                                   | Brumm.                          | 1967           |
| Ascobolus macrosporus                                  | P. Crouan & H. Crouan           | 1857           |
| Ascobolus magnificus                                   | B.O. Dodge                      | 1912           |
| Ascobolus mancus                                       | (Rehm) Brumm.                   | 1967           |
| Ascobolus marchicus                                    | Benkert                         | 2010           |
| Ascobolus masseei                                      | Sacc. & P. Syd.                 | 1899           |
| Ascobolus michaudii (Konijnenmestspikkelschijfje)      | Boud.                           | 1907           |
| Ascobolus minor                                        | Velen.                          | 1934           |
| Ascobolus minutus (Kleinste spikkelschijfje)           | Boud.                           | 1888           |
| Ascobolus mirabilis                                    | P.A. Dang.                      | 1907           |
| Ascobolus moellerianus                                 | Henn.                           | 1902           |
| Ascobolus nairobiensis                                 | Mungai & K.D. Hyde              | 2012           |
| Ascobolus nigricans                                    | Velen.                          | 1947           |
| Ascobolus nodulosporus                                 | Brumm.                          | 1967           |
| Ascobolus notatus                                      | Bat. & A.F. Vital               | 1955           |
| Ascobolus orientalis                                   | (Pat.) Le Gal                   | 1953           |
| Ascobolus pani                                         | Velen.                          | 1934           |
| Ascobolus parasiticus                                  | Wolk                            | 1914           |
| Ascobolus perdicinus                                   | Velen.                          | 1934           |
| Ascobolus perforatus                                   | Brumm.                          | 1981           |
| Ascobolus perplexans (Vals mestspikkelschijfje)        | Massee & E.S. Salmon            | 1901           |
| Ascobolus pezizoides                                   | Pers. ex J.F. Gmel.             | 1792           |
| Ascobolus phasaneus                                    | Velen.                          | 1934           |
| Ascobolus pseudocainii                                 | Prokhorov                       | 1990           |
| Ascobolus quezelii                                     | Faurel & Schotter               | 1966           |
| Ascobolus reticulatus                                  | Brumm.                          | 1967           |
| Ascobolus rhytidosporus                                | Brumm.                          | 1979           |
| Ascobolus roseopurpurascens (Wijnrood spikkelschijfje) | Rehm                            | 1895           |
| Ascobolus saccharifer                                  | Brumm.                          | 1967           |
| Ascobolus scatigenus                                   | (Berk. & M.A. Curtis) Brumm.    | 1967           |
| Ascobolus schweersii                                   | Maas Geest.                     | 1954           |
| Ascobolus serbicus                                     | Henn. & Ranoj.                  | 1902           |
| Ascobolus siamensis                                    | Brumm.                          | 1967           |
| Ascobolus singeri                                      | Brumm.                          | 1967           |
| Ascobolus stictoideus (Ruwsporig spikkelschijfje)      | Speg.                           | 1879           |
| Ascobolus striatopunctatus                             | Boud.                           | 1907           |
| Ascobolus striisporus                                  | (Ellis & Dearn.) Seaver         | 1928           |
| Ascobolus subalpinus                                   | S.C. Kaushal & K.S. Thind       | 1983           |
| Ascobolus subglobosus                                  | Seaver                          | 1916           |
| Ascobolus terrestris                                   | Brumm.                          | 1984           |
| Ascobolus tsavoensis                                   | Mungai & K.D. Hyde              | 2012           |
| Ascobolus ursinus                                      | Prokhorov                       | 1991           |
| Ascobolus viridis (Bosspikkelschijfje)                 | Curr.                           | 1863           |
| Ascobolus winteri                                      | Rehm                            | 1895           |
| Ascobolus xylophilus                                   | Seaver                          | 1911           |